# Orellia tragopogonis
Orellia tragopogonis är en tvåvingeart som beskrevs av Valery Korneyev 2003. Orellia tragopogonis ingår i släktet Orellia och familjen borrflugor.
Artens utbredningsområde är Spanien. Inga underarter finns listade i Catalogue of Life.